# Останній урок
«Останній урок» (фр. La journée de la jupe, англ. Skirt Day) — французький кінофільм, прем'єра якого відбулася у 2008 році.
Прем'єра фільму пройшла 18 вересня 2008 року на кінофестивалі в Ла Рошелі. У лютому 2009-го фільм показали на Берлінському кінофестивалі. У прокат у Франції вийшов у березні 2009 року.
За головну роль в цьому фільмі Ізабель Аджані була уп'яте за свою кар'єру відзначена премії «Сезар» за найкращу жіночу роль. Фільм також був номінований на премію «Сезар» як найкращий фільм і за найкращий оригінальний сценарій (Жан-Поль Лілієнфельд).

## Зміст
Головна героїня – вчителька у школі. Більшість її учнів – це важкі підлітки. Жінка постійно терпить знущання і глузування з їхнього боку. Та ніхто не звертає уваги на те, що події от-от вийдуть із-під контролю. Під час чергового інциденту в класі до рук викладачки потрапляє справжній пістолет. Вона бере в заручники дітей, хоча не знає, що може зробити далі. Поліція готує штурм, а у вчителя і її підопічних є ще деякий час, щоб з'ясувати причини постійних конфліктів і вирішити ситуацію без використання сили.

## Ролі
- Ізабель Аджані — Соня Бержерак, вчителька французької літератури
- Дені Подалідес — Лабуре, парламентер
- Янн Коллетт — офіцер Беше
- Наталі Безансон — міністр
- Халід Беркуз — Мехмет
- Соня Аморі — Навель
- Сара Дуалі — Фаріда
- Анн Жируар — Сесіль
- Кевін Азіз — Себастьєн